# Gepus labeosus
Gepus labeosus is een insect uit de familie van de mierenleeuwen (Myrmeleontidae), die tot de orde netvleugeligen (Neuroptera) behoort. 
Gepus labeosus is voor het eerst wetenschappelijk beschreven door Hölzel in 1983.